# Abe Lenstra
Abe Minderts Lenstra (ur. 27 listopada 1920 w Heerenveen, zm. 2 września 1985 tamże) – holenderski piłkarz, który występował na pozycji napastnika. W latach 1940–1959 reprezentant Holandii. 
Uprawiał również bilard, łyżwiarstwo, skok w dal i biegi sprinterskie. W sc Heerenveen zadebiutował w wieku 15 lat. W klubie tym grał do 1955 roku, kiedy trafił do Sportclub Enschede. W lipcu 1960 przeszedł do Enschedese Boys. W czerwcu 1962 został szkoleniowcem Enter Vorruit. W sierpniu 1963 został zawodnikiem amatorskiego klubu De Tubanters. W czerwcu 1966 trafił do SOS Hellendoorn. W czerwcu 1967 zakończył karierę i został trenerem DOC 19 Denekamp. W kwietniu 1972 objął posadę trenera SC Assen.
W latach 1940–1959 zagrał w 47 meczach reprezentacji Holandii i strzelił 33 gole. W marcu 1977 roku doznał udaru mózgu i już do końca życia musiał poruszać się na wózku inwalidzkim. Zmarł 2 września 1985 w Heerenveen. 7 września 1985 w Goutum został skremowany.
Jego imieniem nazwano 15 marca 1986 stadion sc Heerenveen.